# Nederlandse kampioenschappen schaatsen afstanden 2017 - 1000 meter mannen
De 1000 meter mannen op de Nederlandse kampioenschappen schaatsen afstanden 2017 werd gereden op vrijdag 30 december 2016 in ijsstadion Thialf te Heerenveen. Er namen tweeëntwintig mannen deel.

## Statistieken

### Uitslag
| Positie | Schaatser          | Paar | Baan | Tijd       |
| ------- | ------------------ | ---- | ---- | ---------- |
| Goud    | Kai Verbij         | 11   | I    | 1:08.22    |
| Zilver  | Kjeld Nuis         | 10   | I    | 1:08.54    |
| Brons   | Ronald Mulder      | 11   | O    | 1:09.40    |
| 4       | Koen Verweij       | 2    | O    | 1:09.48    |
| 5       | Pim Schipper       | 10   | O    | 1:09.68    |
| 6       | Thomas Krol        | 9    | I    | 1:09.80    |
| 7       | Sjoerd de Vries    | 7    | I    | 1:09.83    |
| 8       | Lennart Velema     | 4    | I    | 1:09.85    |
| 9       | Hein Otterspeer    | 9    | O    | 1:09.92    |
| 10      | Dai Dai Ntab       | 3    | I    | 1:09.94 PR |
| 11      | Gerben Jorritsma   | 7    | O    | 1:10.14    |
| 12      | Martijn van Oosten | 4    | O    | 1:10.44    |
| 13      | Lucas van Alphen   | 8    | O    | 1:10.55    |
| 14      | Jan Smeekens       | 8    | I    | 1:10.78    |
| 15      | Gijs Esders        | 3    | O    | 1:10.85    |
| 16      | Joost Born         | 6    | I    | 1:10.86    |
| 17      | Thijs Roozen       | 5    | I    | 1:10.94    |
| 18      | Wesly Dijs         | 5    | O    | 1:11.04    |
| 19      | Aron Romeijn       | 6    | O    | 1:11.19    |
| 20      | Sander Meijerink   | 2    | I    | 1:11.42    |
| 21      | Marcel Bosker      | 1    | O    | 1:11.70 PR |
| 22      | Niek Deelstra      | 1    | I    | 1:11.74 PR |
| NC      | Michel Mulder      | WDR  |      |            |

Bron:
Scheidsrechter: Dina Melis Starter: André de Vries 

Start: 19:12:00uur. Einde: 19:38:18uur

### Loting
| Rit | Binnenbaan       | Buitenbaan         |
| --- | ---------------- | ------------------ |
| 1   | Niek Deelstra    | Marcel Bosker      |
| 2   | Sander Meijerink | Koen Verweij       |
| 3   | Dai Dai Ntab     | Gijs Esders        |
| 4   | Lennart Velema   | Martijn van Oosten |
| 5   | Thijs Roozen     | Wesly Dijs         |
| 6   | Joost Born       | Aron Romeijn       |
| 7   | Sjoerd de Vries  | Gerben Jorritsma   |
| 8   | Jan Smeekens     | Lucas van Alphen   |
| 9   | Thomas Krol      | Hein Otterspeer    |
| 10  | Kjeld Nuis       | Pim Schipper       |
| 11  | Kai Verbij       | Ronald Mulder      |

1987 · 
1988 · 
1989 · 
1990 · 
1991 · 
1992 · 
1993 · 
1994 · 
1995 · 
1996 · 
1997 · 
1998 · 
1999 · 
2000 · 
2001 · 
2002 · 
2003 · 
2004 · 
2005 · 
2006 · 
2007 · 
2008 · 
2009 · 
2010 · 
2011 · 
2012 · 
2013 · 
2014 · 
2015 · 
2016 · 
2017 · 
2018 · 
2019 · 
2020 · 
2021 · 
2022 · 
2023 · 
2024 · 
2025